# Adorf/Vogtl.
Adorf/Vogtl. (Ausspracheⓘ) ist eine Landstadt im sächsischen Vogtlandkreis. Die Stadt gehört zum Vogtländischen Musikwinkel, in dem der Musikinstrumentenbau eine besondere Rolle spielt. Die Abkürzung „Vogtl.“ im Ortsnamen steht für „Vogtland“. Durch die Stadt führt die Alte Egerer Poststraße, einst eine wichtige Handelsstraße Leipzig – Eger.

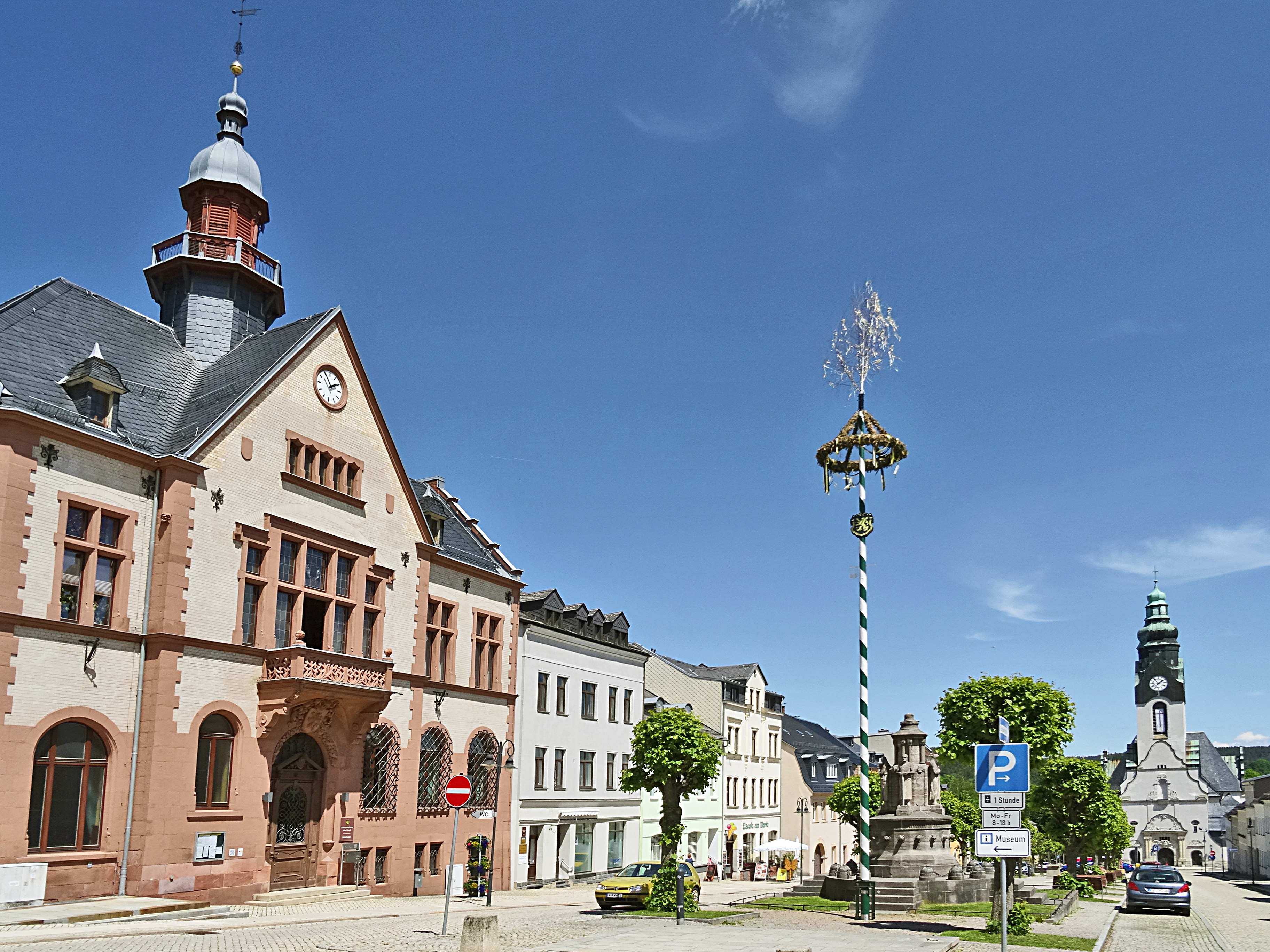
Marktplatz mit Rathaus und Michaeliskirche

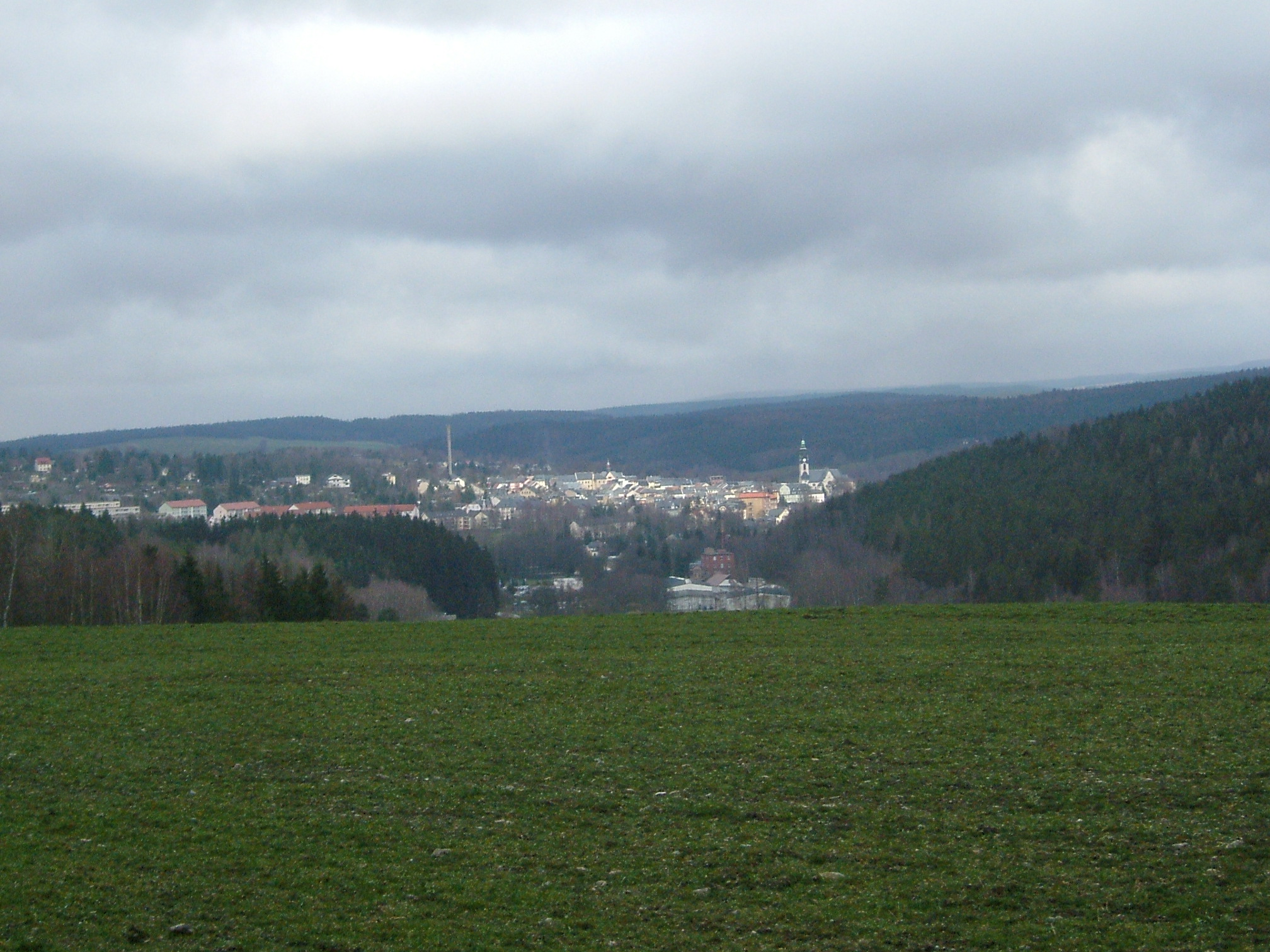
Adorf aus dem Brunnenberg

## Geographie

### Geographische Lage
Adorf liegt im südwestsächsichen Vogtlandkreis, im Tal der Weißen Elster bei der Einmündung des Schwarzbaches. Der Ortskern mit Marktplatz und Kirche befindet sich linksseitig oberhalb der Flussaue.

### Nachbargemeinden
| Gemeinde Eichigt im Vogtlandkreis | Gemeinde Mühlental im Vogtlandkreis         |                                       |
| Stadt Roßbach im Bezirk Eger      | Kompassrose, die auf Nachbargemeinden zeigt | Stadt Markneukirchen im Vogtlandkreis |
|                                   | Stadt Bad Elster im Vogtlandkreis           |                                       |

### Stadtgliederung
Zur Stadt Adorf/Vogtl. gehören die Ortsteile:
- Arnsgrün
- Freiberg
- Gettengrün
- Jugelsburg
- Kessel
- Leubetha
- Rebersreuth
- Remtengrün und
- Sorge

Südlich von Adorf und nördlich von Mühlhausen fand sich die Wüstung Gütersreuth.

## Geschichte

### Entstehung

Karte von Adorf (1794)

In alten Überlieferungen wird geschrieben, dass Adorf, das Dorf an der Aa, am Fluss, zu Beginn des 3. Jahrhunderts gewachsen sei. Größer entstand Adorf um 1200 an der Straße von Plauen nach Eger. Die Stadt selbst wurde 1290 oberhalb des Dorfes angelegt. Im Jahr 1293 erfolgte die Erwähnung als Adorf opidum, 1328 als stat czu Ahdorf, 1461 als Adruff und 1557 als Adroff. Der Name des Dorfes, welcher sich von Dorf in der Aue ableitet (Aue von mittelhochdeutsch ouwe mit der Bedeutung von Wasser umflossenes Land, Insel, nasse Wiese), wurde übernommen.

### Perlenfischerei und Perlmutterverarbeitung
Es wird angenommen, dass Venezianer im 13. und 14. Jahrhundert ins Vogtland kamen, um in den klaren Gewässern der Elster nach Perlmuscheln zu suchen. Zu dieser Zeit waren die Vorkommen reichhaltig und die Perlenfischerei stand jedem frei. Im Jahr 1567 erklärte Kurfürst August von Sachsen die Perlenfischerei zum Hoheitsrecht des Landesherren. Speziell beauftragte Perlenfischer waren verantwortlich für die Pflege der Bestände und die Abgabe aller gefundenen Perlen. Eine Kette aus Elsterperlen aus dem Jahre 1805 gehörte zum sächsischen Kronschatz, die bis heute im Grünen Gewölbe in Dresden aufbewahrt wird. In der zweiten Hälfte des 18. Jahrhunderts begannen die Bestände aufgrund zunehmender Verschmutzung des Flusses stark zu schwinden. Trotzdem wurde die Perlenfischerei und die Verarbeitung von Perlmutt bis ins 20. Jahrhundert fortgesetzt. Die Bestände waren schwankend, aber noch 1937 wurden im Unterlauf des Tetterweinbaches zwischen 5.000 und 6.000 Muscheln gezählt. Bis 1958 sank die Zahl auf nur noch 19 Muscheln und 1960 wurden keine mehr gefunden.
Adorf wurde Mitte des 19. Jahrhunderts für seine Perlmuttwarenproduktion bekannt. Ein Nachkomme des kurfürstlichen Perlenfischers Schmerler begann in Oelsnitz mit dem Schleifen von Muschelschalen. In Adorf fand er in den Instrumentenklappenmachern Ernst und Christian Schmalfuß sowie dem Buchbinder Friedrich August Schmidt kreative Partner. Die erste Perlmuttwerkstatt („Muschlerei“) in Adorf wurde 1854 eröffnet. Zehn Jahre später beschäftigte das Unternehmen F.A. Schmidt bereits 18 bis 20 Mitarbeiter. 1868 gab es in Adorf drei bis vier Betriebe mit über 100 Beschäftigten und Mitte der 1870er Jahre waren es mehr als 600; zu Beginn des 20. Jahrhunderts waren es dann ca. 1.000. Adorf entwickelte sich zu einem Zentrum der Perlmuttwarenverarbeitung in Deutschland.
Aus den geschliffenen Muschelschalen wurden vielfältige Produkte hergestellt: Broschen, Ohrringe, Geldbörsen, Feuerzeuge, Andenken, Geschenkartikel und mehr. Bald reichte die Rohware aus der Weißen Elster und ihren Nebenflüssen nicht mehr aus, und es wurden zusätzlich Muscheln aus den Perlbächen Oberfrankens, Nordbayerns, des Böhmerwaldes und aus Württemberg importiert und verarbeitet. Auch tropische Seeperlmuscheln wurden eingeführt. Aufgrund steigender internationaler Konkurrenz ging die Produktion zu Beginn des 20. Jahrhunderts stark zurück. In den 1940er Jahren waren noch etwa 100 Arbeiter in der Branche tätig. Die Perlenfischerei wurde 1927 eingestellt.
Viele interessante Details rund um die Flussperlmuschel und ihre Verarbeitung kann man im ansässigen Perlmutter- und Heimatmuseum erfahren, welches auch die größte museale Perlmuttersammlung Deutschlands beherbergt.

### Stadtmauer

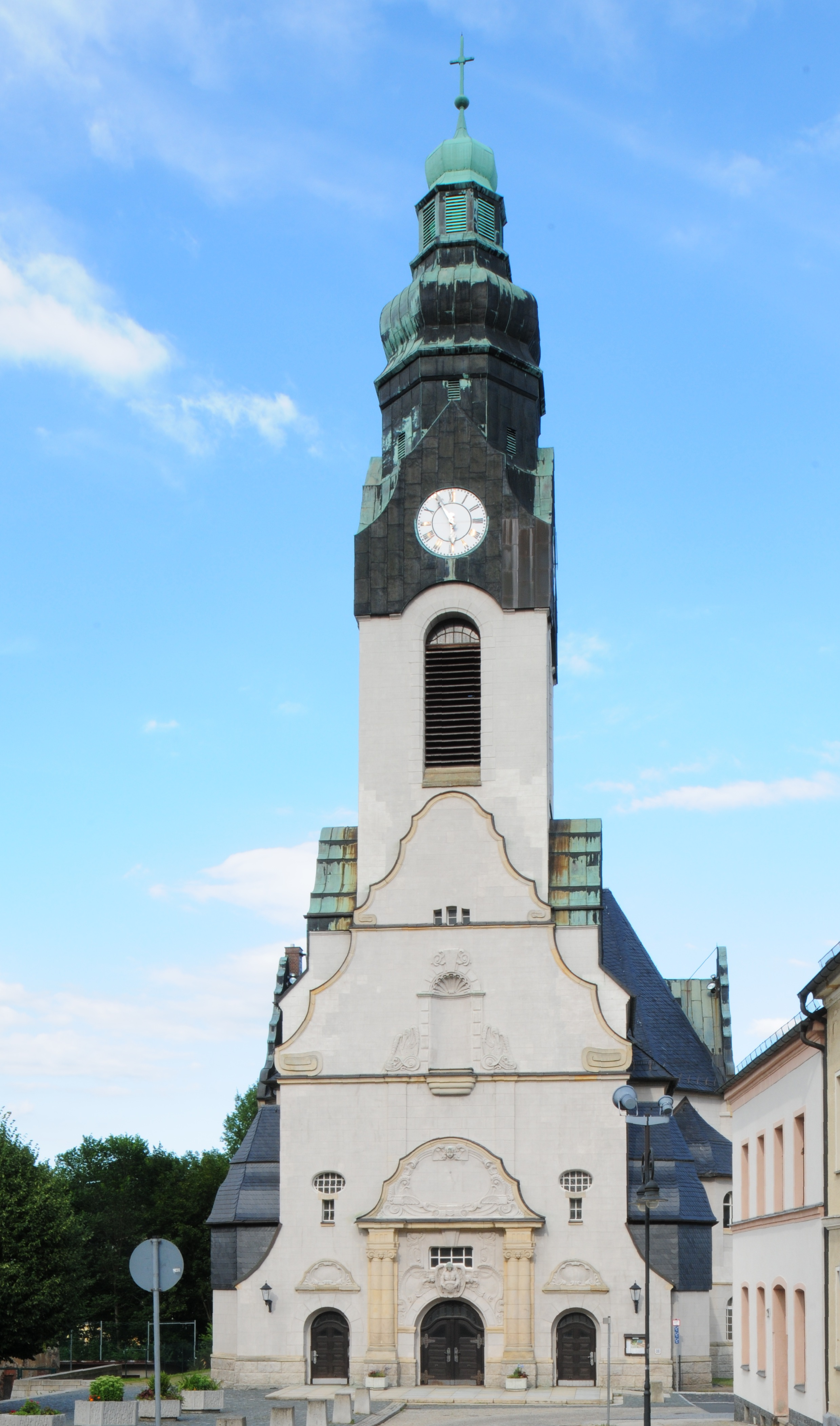
Stadtkirche St. Michaelis

Adorf besaß eine vollständige Stadtmauer, die den Stadtkern umschloss, welche durch zwei Stadttore (später kam, nach Westen hin, oberhalb der jetzigen Alten Stadtapotheke 1836 das Neutor hinzu) passiert werden konnte. Im Westen, entlang der Johannisstraße, sind noch heute einige Teile der Stadtmauer zu sehen. Diese Mauerteile zeigen einen gut restaurierten Turm mit Schießscharten. Die Mauer wendet sich dann in Richtung Osten hin bis zum ebenfalls restaurierten Freiberger Tor, welches erstmals 1773 erwähnt und nach dem Stadtbrand von 1768 wieder errichtet wurde. Weitergeführt wird die Stadtmauer über das Tor hinaus, entlang Graben/Hellgasse. Sie zeigt dann den teilweise abgebrochenen Pulverturm. Die Stadtmauer an der Grabentreppe wurde 1998 restauriert und wieder aufgerichtet. Die Mauer biegt dann nach Süden ab und reicht unterhalb der St. Michaeliskirche, der „Alten Schule“ und dem Pfarramt bis hin zur früheren Pforte. Am stark abfallenden Hang schützt die Mauer das darüber liegende Gelände. Am Kirchplatz biegt die Mauer dann ab zur Storchenstraße, wo sich der Störchenturm befand. Das letzte Stadttor, das Badertor, welches an der engsten Stelle der Straße am Schwarzen Bär stand, ist nicht mehr vorhanden. Die Restmauer verfolgt man dann den Roten-Turm-Weg hinauf, hin zu dem Roten Turm, welcher nicht mehr existiert, und gelangt so an die Schützenstraße zum Neuen Tor. So schließt sich der Ring um die Altstadt.

### Stadtrecht und Zugehörigkeit
1293 ist die erste urkundliche Erwähnung als Stadt belegt. Ab spätestens 1398 gab es einen Bürgermeister und einen Rat. 1357 fiel Adorf an die Markgrafschaft Meißen, 1485 an das Kurfürstentum Sachsen, 1547 an die Vögte von Plauen und 1569 endgültig an Sachsen. 1522 begann die Reformation.
Von 1657 bis 1718 lag Adorf, wie das gesamte Amt Voigtsberg, im albertinischen Sekundogeniturfürstentum Sachsen-Zeitz. Am 9. Mai 1772 bekam Adorf nach einer Eingabe vom sächsischen Kurfürsten für vier Jahre die Bergfreiheit ausgesprochen. 1776 wurde diese in eine sogenannte halbe Bergfreiheit umgewandelt, die bis 1810 dreijährig verlängert wurde.

### Zweiter Weltkrieg
Während des Zweiten Weltkriegs existierte ab 1942 ein Außenlager des Stalag IV F bei Adorf. An einer Anlage der Reichsbahn wurden dort Kriegsgefangene der Roten Armee und der US-Streitkräfte gefangen gehalten. Bei Kriegsende 1945 wurde das Lager aufgelöst und die verbliebenen Kriegsgefangenen wurden in Marschkolonnen in Richtung Karlsbad geschickt.
Am 5. März 1945 stürzte ein Bomber vom Typ Avro Lancaster der Royal Air Force nach einem Angriff auf Chemnitz zwischen dem Ortsteil Gettengrün und dem damaligen Roßbach ab. Alle Besatzungsmitglieder, darunter ein Neuseeländer, starben dabei. Heute befindet sich ein Denkmal an der Absturzstelle. Ende April 1945 kam es ebenfalls zu Tieffliegerangriffen und Artilleriebeschuss durch US-Truppen. Ziel waren u. a. eine Außenstelle der Heinkel-Werke, der Adorfer Bahnhof und andere Fabriken. Des Weiteren lieferten sich die amerikanischen Soldaten schwere Gefechte mit Angehörigen der Wehrmacht und Hitlerjugend. Am 5. Mai setzten sich der Kampfkommandeur der Stadt mit den verbliebenen Soldaten in Richtung Klingenthal ab. Die Stadt wurde am 6. Mai nach der Kontaktaufnahme einiger Einwohner komplett von der US-Armee besetzt. Im Juli übergaben die US-Truppen Adorf und das gesamte Vogtland an die Sowjetische Besatzungsmacht. Zahlreiche Bahnanlagen wurden noch 1949 als Reparationsleistungen abgebaut und in die Sowjetunion verbracht.
Adorf gehörte bis zur Bildung des Vogtlandkreises 1996 zum Landkreis Oelsnitz (Kfz.-Kennz. OVL). Am 11. August 2006 benannte sich die Stadt von Adorf in Adorf/Vogtl. um. Die Stadt ist Teil der grenzüberschreitenden Vereinigung Freunde im Herzen Europas.

### Eingemeindungen
| Ehemalige Gemeinde | Datum          | Anmerkung                                         |
| ------------------ | -------------- | ------------------------------------------------- |
| Arnsgrün           | 1. Juli 1950   |                                                   |
| Freiberg           | 1. Juli 1950   | Umgliederung von Neu-Freiberg nach Leubetha       |
| Gettengrün         | 1. Januar 1994 |                                                   |
| Jugelsburg         | 1. Juli 1950   |                                                   |
| Leubetha           | 1. Januar 1999 |                                                   |
| Obergettengrün     | 1. Juli 1950   | Zusammenschluss mit Untergettengrün zu Gettengrün |
| Rebersreuth        | 1. März 1994   |                                                   |
| Remtengrün         | 1. Juli 1950   |                                                   |
| Untergettengrün    | 1. Juli 1950   | Zusammenschluss mit Obergettengrün zu Gettengrün  |

### Einwohnerentwicklung
Entwicklung der Einwohnerzahl (ab 1960jeweils am 31. Dezember):
| - 1500: 1000 - 1779: 1300 (272 Häuser) - 1801: 1310 (268 Häuser) - 1815: 1862 - 1831: 2395 (302 Häuser) - 1834: 2348 (311 Häuser) | - 1895: 4744 - 1910: 7887 - 1960: 8832 - 1971: 8398 - 1998: 6396 - 1999: 6296 - 2000: 6214 | - 2001: 6127 - 2002: 6017 - 2004: 5817 - 2005: 6096 - 2007: 5563 - 2008: 5474 | - 2012: 5207 - 2013: 5178 - 2015: 5078 - 2022: 4729 |

### Gedenkstätten
Auf dem Ortsfriedhof befindet sich ein sowjetischer Ehrenhain mit den Gräbern von 13 Kriegsgefangenen sowie von Frauen und Männern, die während des Zweiten Weltkrieges nach Deutschland verschleppt und Opfer von Zwangsarbeit wurden.

## Politik
1889 wurde der lokale Arbeiterverein gegründet, 1906 die SPD-Ortsgruppe sowie 1919 die KPD-Ortsgruppe.

### Stadtrat
Der Adorfer Stadtrat besteht aus 18 Stadträten und dem Bürgermeister. Die Stadtratswahl am 9. Juni 2024 ergab folgende Sitzverteilung:
| Stadtrat Adorf/Vogtl. 2024Insgesamt 18 Sitze - Linke: 1 - SBA: 4 - FW: 9 - CDU: 4 | Partei                     | 2024   | 2024   | 2019   | 2019   | 2014   | 2014   |
| Stadtrat Adorf/Vogtl. 2024Insgesamt 18 Sitze - Linke: 1 - SBA: 4 - FW: 9 - CDU: 4 | Partei                     | in %   | Sitze  | in %   | Sitze  | in %   | Sitze  |
| Stadtrat Adorf/Vogtl. 2024Insgesamt 18 Sitze - Linke: 1 - SBA: 4 - FW: 9 - CDU: 4 | Freie Wähler Adorf         | 47,5   | 9      | 36,3   | 7      | 22,9   | 4      |
| Stadtrat Adorf/Vogtl. 2024Insgesamt 18 Sitze - Linke: 1 - SBA: 4 - FW: 9 - CDU: 4 | Soziale Bürgerschaft Adorf | 24,9   | 4      | -      | -      | -      | -      |
| Stadtrat Adorf/Vogtl. 2024Insgesamt 18 Sitze - Linke: 1 - SBA: 4 - FW: 9 - CDU: 4 | CDU                        | 23,6   | 4      | 33,2   | 6      | 39,5   | 8      |
| Stadtrat Adorf/Vogtl. 2024Insgesamt 18 Sitze - Linke: 1 - SBA: 4 - FW: 9 - CDU: 4 | Linke                      | 4,0    | 1      | 15,1   | 2      | 14,1   | 2      |
| Stadtrat Adorf/Vogtl. 2024Insgesamt 18 Sitze - Linke: 1 - SBA: 4 - FW: 9 - CDU: 4 | SPD                        | -      | -      | 15,4   | 3      | 20,2   | 4      |
| Stadtrat Adorf/Vogtl. 2024Insgesamt 18 Sitze - Linke: 1 - SBA: 4 - FW: 9 - CDU: 4 | NPD                        | -      | -      | -      | -      | 3,3    | 0      |
| Stadtrat Adorf/Vogtl. 2024Insgesamt 18 Sitze - Linke: 1 - SBA: 4 - FW: 9 - CDU: 4 | Wahlbeteiligung            | 65,1 % | 65,1 % | 57,4 % | 57,4 % | 51,9 % | 51,9 % |

### Bürgermeister
Bürgermeister ist seit dem 1. August 2011 Rico Schmidt. Er trat als unabhängiger Kandidat an und gewann am 19. Juni 2011 im zweiten Wahlgang mit 53,5 % der Stimmen gegen Amtsinhaberin Mariechen Bang (CDU). Schmidt wurde zuletzt 2025 im Amt bestätigt. Schmidt trat 2024 aus der SPD aus.
| Wahl | Bürgermeister    | Vorschlag | Wahlergebnis (in %) |
| ---- | ---------------- | --------- | ------------------- |
| 2025 | Rico Schmidt     | Schmidt   | 98,2                |
| 2018 | Rico Schmidt     | Schmidt   | 96,9                |
| 2011 | Rico Schmidt     | Schmidt   | 53,5                |
| 2004 | Mariechen Bang   | CDU       | 50,2                |
| 2001 | Christian Heidan | SPD       | 64,0                |

## Wirtschaft und Verkehr
Adorf ist der Name des südwestlichsten Forstbezirks des Staatsbetriebs Sachsenforst, der den Bereich des oberen Vogtlands mit fast 27.000 Hektar Wald umfasst, seinen Verwaltungssitz allerdings in Schöneck hat.

### Schienenverkehr
Im Jahr 1865 erhielt die Stadt Anschluss an die Bahnstrecke Plauen–Cheb (Cheb hieß damals noch Eger). Im Jahr 1875 kam die Verbindung nach Chemnitz über die Bahnstrecke Chemnitz–Adorf hinzu.
Der Bahnhof Adorf (Vogtl) wird von der Vogtlandbahn bedient, die stündliche Verbindungen nach Zwickau und Plauen sowie zweistündlich nach Greiz, Gera und in die tschechische Stadt Cheb herstellt.

### Straßenverkehr
Die Wirtschaft der Stadt wurde im Mittelalter von der genannten Straße sowie einer weiteren Verbindungsstraße von Böhmen nach Hof begünstigt.
In Adorf beginnt die B 283, die zunächst nahe dem Gebirgskamm unweit der tschechischen Grenze in nordöstlicher Richtung über Markneukirchen nach Klingenthal verläuft. Des Weiteren befindet sich Adorf an der B 92, die ein Teilstück der Europastraße 49 ist.
Adorf wird im vertakteten ÖPNV des Verkehrsverbunds Vogtland von mehreren Buslinien bedient. Die Linien 30, 92 und 93 bilden unter der Woche einen Halbstundentakt zwischen Adorf und Bad Elster.
Stand: 13. Februar 2022
| Linie | Endpunkte                | Verlauf                                   | Verkehrsunternehmen     | Klassifizierung |
| ----- | ------------------------ | ----------------------------------------- | ----------------------- | --------------- |
| 30+   | Bad Elster ↔ Klingenthal | Adorf – Markneukirchen                    | Plauener Omnibusbetrieb | PlusBus         |
| 37    | Adorf ↔ Adorf            | Hermsgrün – Saalig                        | Plauener Omnibusbetrieb | RufBus          |
| 38    | Adorf ↔ Adorf            | Bergen – Gettengrün (gegen Uhrzeigersinn) | Plauener Omnibusbetrieb | RufBus          |
| 39    | Adorf ↔ Adorf            | Gettengrün – Bergen (im Uhrzeigersinn)    | Plauener Omnibusbetrieb | RufBus          |
| 92    | Plauen ↔ Bad Elster      | Oelsnitz – Adorf                          | Plauener Omnibusbetrieb | TaktBus         |
| 93    | Schöneck ↔ Bad Elster    | Markneukirchen – Adorf                    | Plauener Omnibusbetrieb | TaktBus         |
| 94    | Adorf ↔ Bad Elster       | Mühlhausen – Sohl                         | Plauener Omnibusbetrieb | StadtBus        |

Seit März 2017 fährt in Adorf ein Bürgerbus mit ehrenamtlichen Fahrern auf der Linie 96. Er verkehrt jeden Montag, Dienstag und Donnerstag und verbindet den Ort mit seinen Ortsteilen und dem Bahnhof.

### Rad- und Wanderwege

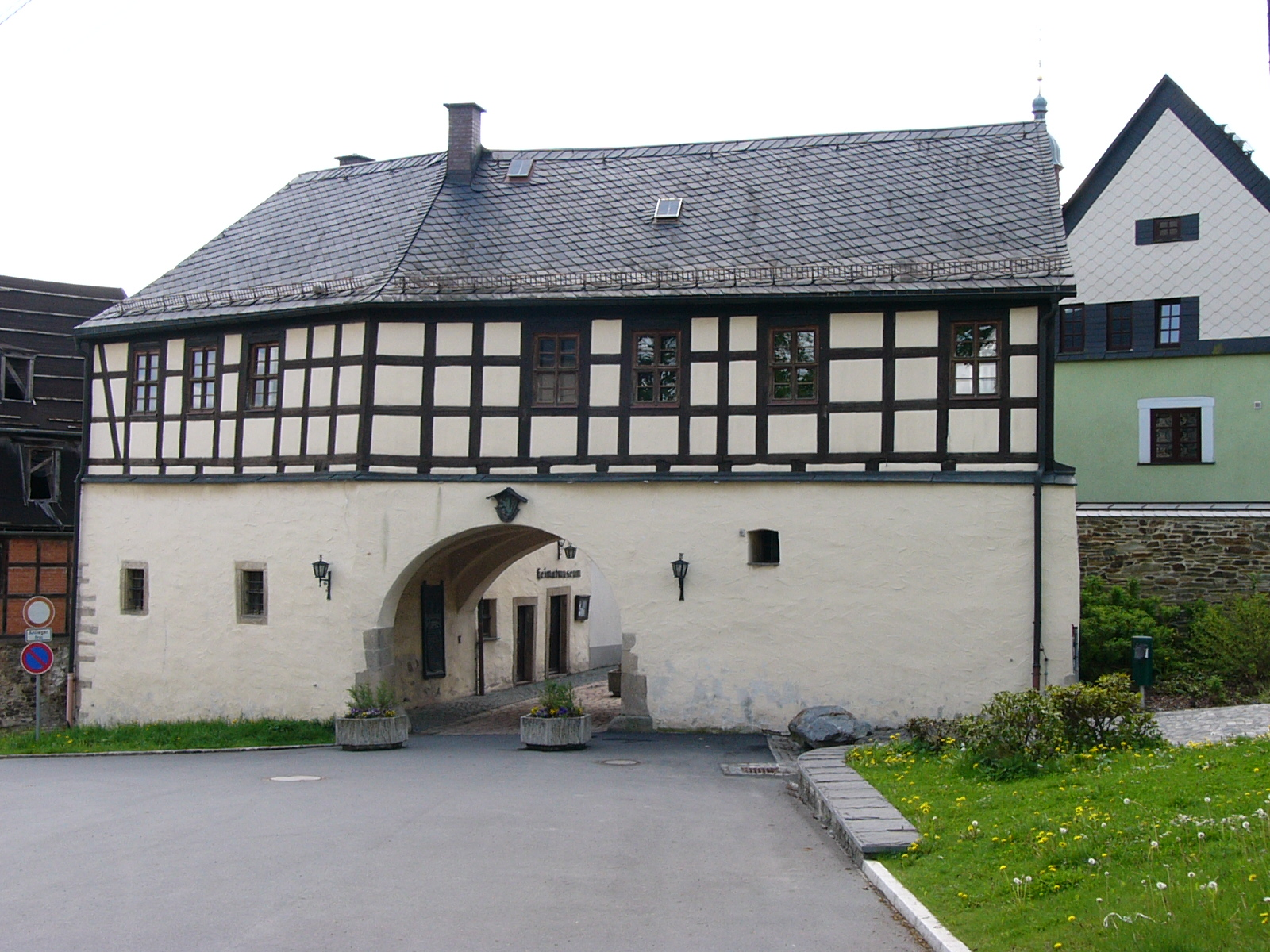
Freiberger Tor

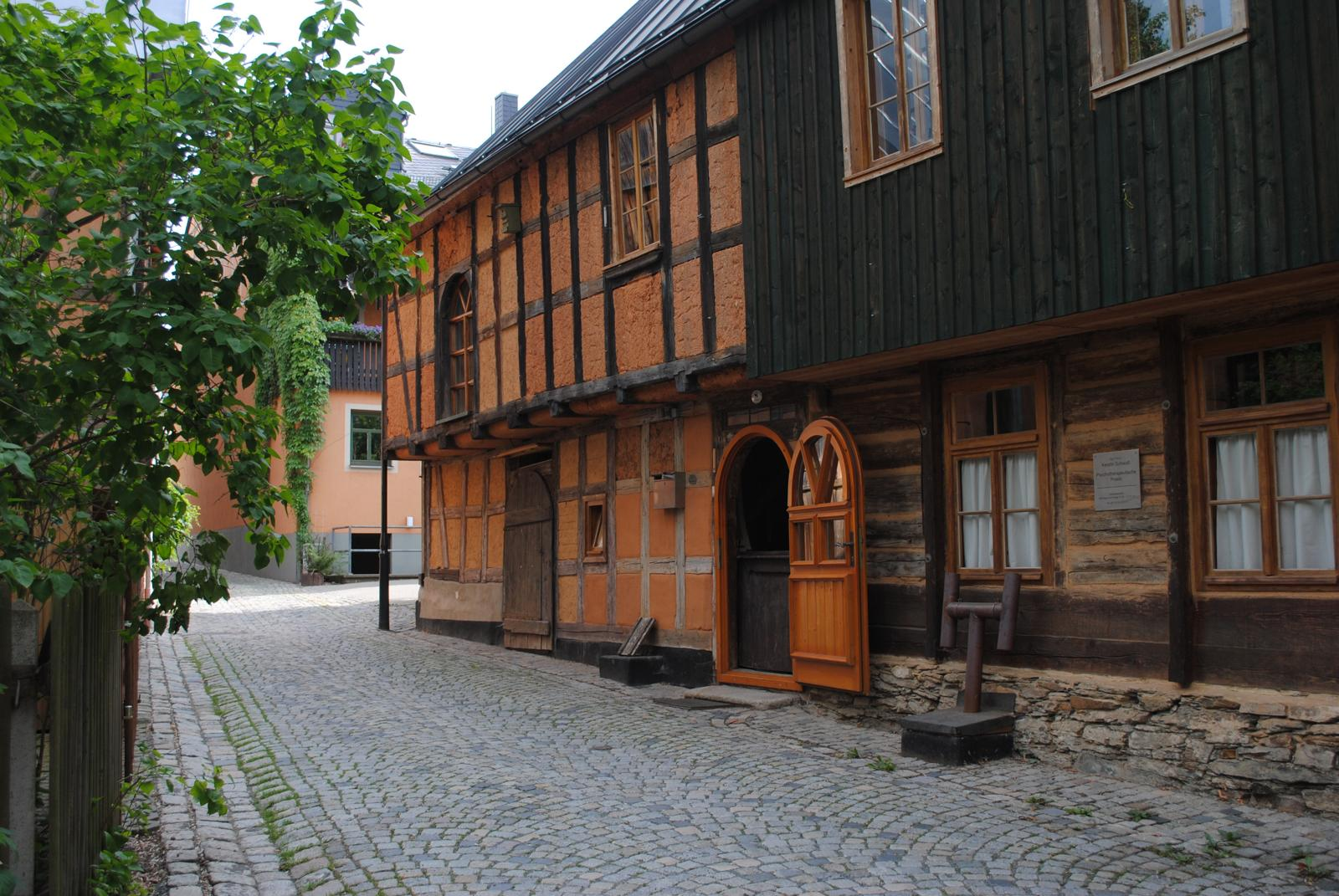
Haus in der historischen Hellgasse

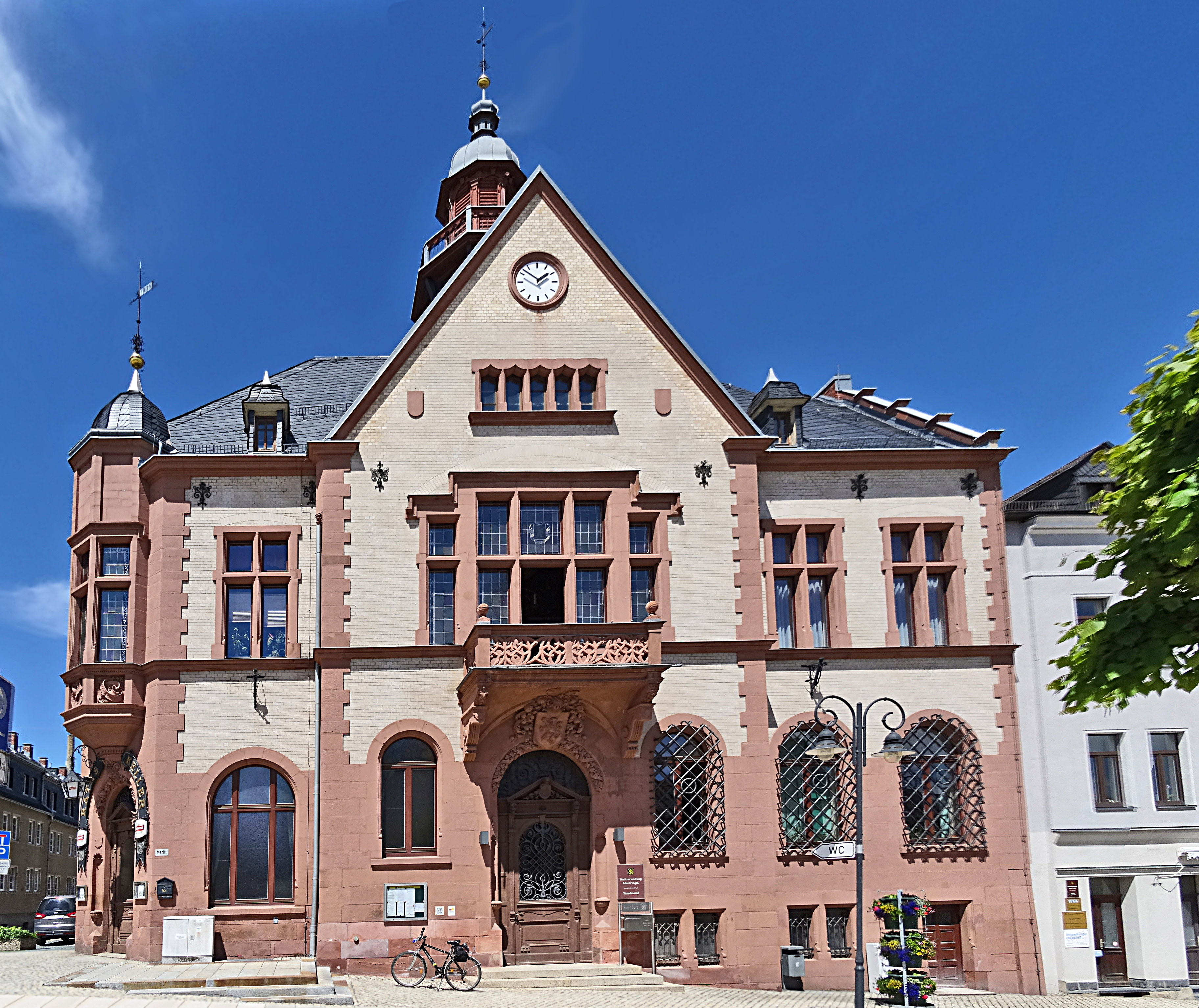
Rathaus

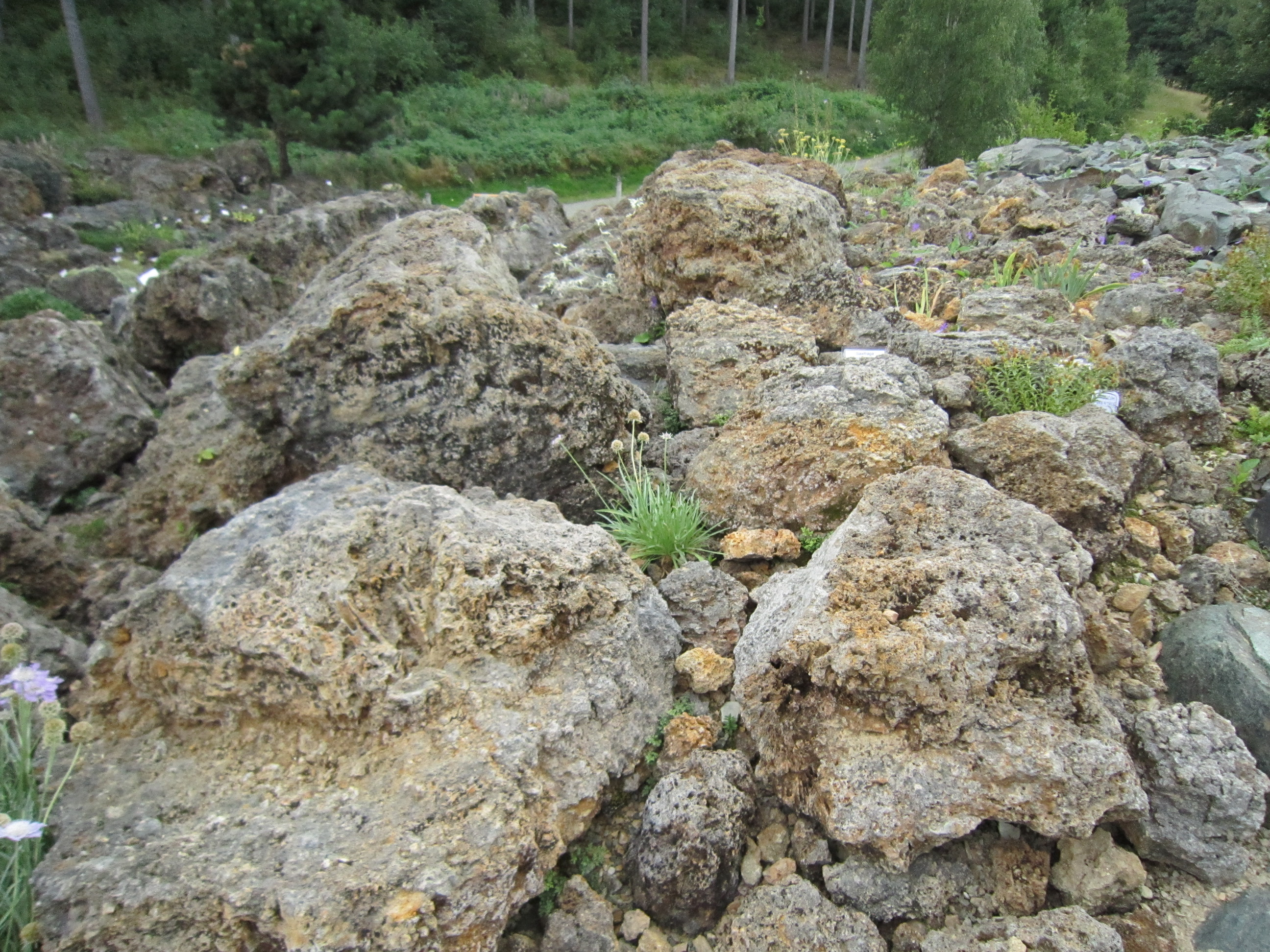
Kalktuff im Botanischen Garten

Am Heimatmuseum endet der 25,8 km lange, und damit der längste Weg des von der Rodewischer Sternwarte ausgehenden Wegenetzes „Planetenwege Vogtland“. Der Neptun-Weg kann als Rad- und Wanderweg genutzt werden.

## Kultur und Sehenswürdigkeiten

### Museen
- Das Freiberger Tor, das einzige erhaltene Stadttor des sächsischen Vogtlandes, beherbergt das Perlmutter- und Heimatmuseum mit der größten Perlmuttausstellung Deutschlands.
- Die Miniaturschauanlage Klein-Vogtland wurde am 17. Juni 1995 eröffnet und stellt eine Reihe von vogtländischen Sehenswürdigkeiten in Form von Miniaturmodellen aus, darunter die Göltzschtalbrücke und die Klingenthaler Rundkirche. Zur Ausstellung gehört auch eine LGB-Gartenbahn und der Botanische Garten Adorf. Dort befindet sich die größte Kalktuffabteilung Deutschlands.
- Im Bahnbetriebswerk des Vogtländischen Eisenbahnvereins sind Lokomotiven, Waggons, Werkzeuge und Maschinen ausgestellt. Der Ringlokschuppen mit vorgelagerter Drehscheibe von 1909 bietet die Möglichkeit, Dampf- und Diesellokomotiven von innen zu betrachten.[25]

### Bauwerke
- Der große, 231 m lange Marktplatz wurde im 13. Jahrhundert angelegt.
- Die Stadtkirche St. Michaelis wurde 1905 bis 1906 vom Jugendstil beeinflusst errichtet.[26]
- Das Rathaus ist ein Neorenaissancebau aus dem Jahre 1896.[26]
- Im Ortsteil Remtengrün steht auf 566 m ü. NHN ein 2020 neu errichteter, 18 m hoher Aussichtsturm.[27]
- Am Bahnhof befindet sich ein über 100 Jahre alter Lokschuppen des Vogtländischen Eisenbahnvereins Adorf e. V.
- Die Hammermühle Leubetha gilt als ältestes Hammerwerk Sachsens.
- Die Nachbildungen der Kursächsischen Postmeilensäulen, als Ganzmeilensäule Nr. 76 von 1725 in Adorf und als Viertelmeilenstein Nr. 77 von 1725 im Ortsteil Remtengrün, erinnern im Verlauf der Alten Egerer Poststraße an diese einst bedeutende Handelsstraße zwischen Leipzig und Eger. Zudem wurden in Adorf auch zwei Königlich-sächsische Meilensteine in Form von Stationssteinen aus der Zeit nach dem Chausseebau von 1859–1866 rekonstruiert.

### Naturschutz
- Siehe auch: Liste der Naturdenkmale in Adorf/Vogtl.

### Musik
Die Stadt hatte über längere Zeit bedeutende Orgelbauwerkstätten, aus der die Orgelbaufamilie Trampeli herausragt, und war früher ein „Zentrum des Orgelbaus in Mitteldeutschland“.
In der Stadt bestehen die beiden Live-Bands „Prinzenberger“ und „Vogtland-Express-Band“. Auch ein Blasorchester gibt es in Adorf. Die „Adorfer Blasmusikanten“ bildeten sich aus einem Schalmeien-Orchester und feierten 2008 ihr 50-jähriges Bestehen. Seit dem Jahr 2003 existiert auf dem Adorfer Ortsteil Gettengrün ein Laienchor.

### Sport
- VFC Adorf e. V.
- ESV Lok Adorf e. V.
- 1. Badmintonclub Adorf e. V.
- Budosportverein Adorf e. V.
- KC „Gut Holz“ Adorf e. V.
- TTV 1956 Adorf e. V.

### Vereine
- Adorfer Carneval-Verein e. V.
- Dorf- und Heimatverein Gettengrün e. V.
- Freiwillige Feuerwehr Adorf/Vogtl. e. V.
- Gartenverein „Schöne Aussicht“ Adorf e. V.
- kleinstadtPerspektiven e. V.
- Obervogtländischer Modelleisenbahn Club e. V.
- Verein Klassische Musik Adorf/V. e. V. (der Kirchen- und Musikverein)
- Vogtländischer Eisenbahnverein Adorf e. V.

### Unternehmen
- Die GEWA music GmbH wurde 1925 durch Georg Walther in Adorf gegründet. Mitte der 50er-Jahre wurde das Unternehmen bedingt durch die Kriegsfolgen nach Mittenwald/Bayern verlegt. Nach der Wende erfolgte die Verlegung des Stammsitzes zurück nach Adorf sowie die schrittweise Zusammenlegung von allen betrieblichen Teilbereichen an diesen Standort bis zum Juni 2010. Heute hält GEWA neben Vertriebs-Tochtergesellschaften in vielen wichtigen Absatzländern auch substanzielle Beteiligungen an asiatischen Musikinstrumentenfabriken, etwa dem vietnamesischen Gitarrenhersteller VGS (für englisch Visions in Guitars[30]). Das Unternehmen, das über 250 qualifizierte Mitarbeiter beschäftigt, konzentriert sich auf den Bereich der mechanisch-akustischen Musikinstrumente.
- Paracelsus Klinik Adorf

## Persönlichkeiten

### Ehrenbürger
- 1. April 1895: Otto Fürst von Bismarck

### Söhne und Töchter der Stadt
- Johannes Adorf († 1505), Theologe
- Valentin Löwe (1572–1630), lutherischer Theologe, Archidiakon zu Eger
- Johann Caspar von Kerll (1627–1693), Organist, Cembalist und Komponist
- Johann Gottlob Trampeli (1742–1812), Orgelbauer
- Christian Gottlieb Pfretzschner (1797–1861), Pädagoge und Politiker
- Carl Gotthelf Todt (1803–1852), Bürgermeister von 1832 bis 1849 und Mitglied des Siebzehnerausschuss
- Carl August Müller (1804–1870), Instrumentenbauer
- Johann Adam Heckel (1812–1877), Instrumentenbauer
- Ferdinand Roth (1815–1898), Instrumentenbauer, gestorben in Mailand als Ferdinando Roth
- Reinhold Becker (1842–1924), Komponist, Violinist und Chorleiter
- Karl Hermann Müller-Samerberg (1869–1946), Maler
- Willy Leonhardt (1880–nach 1905), Instrumentenbauer
- Wilhelm Ködel (geboren am 8. August 1892), seit 1919 in Eichigt ansässiger Zitherbauer (Schüler von Adolf Meinel in Markneukirchen)[31]
- Erich Ohser (1903–1944), bekannt als „e.o.plauen“; Zeichner (Vater und Sohn), geboren in Gettengrün
- Kurt Schwabe (1916–2010), Archivpfleger und Regionalforscher, Bundesverdienstkreuz-Träger und Ehrenbürger der Stadt Grimma
- Wolfgang Büttner (1926–2005), Historiker und Politologe
- Friedemann Lenk (1929–2021), Bildhauer
- Wilhelm Lutz (* 1931), Wirtschaftsgeograph
- Holger Heinrich Dathe (* 1945), Zoologe, geboren in Gettengrün
- Andreas E. Richter (1945–2023), Fossiliensammler
- Tim Kopp (* 1999), Nordischer Kombinierer